# دانه‌کولانه
دانه کولانه یکی از غذاهای کردی است که در مناطق کردنشین پخته می‌شود. این خوراک را می‌توان یکی از خوراک‌های آیینی دانست که برای چندین سنت متفاوت پخت می‌شود. این غذا به صورت کلی در روزهای سرد زمستانی پخت می‌شود، اما در برخی از مناسبت‌ها و سنت‌های مردم کرد هم به عنوان یک غذای ویژه آن را می‌پزند.
پخت این غذا در زمان رویش اولین دندان شیری کودک، بین خانواده‌های کرد یک سنت مرسوم بوده و به آن آش دندان گفته می‌شود.
همچنین بنا بر رسم دیرین، این غذا نذر شاه ماران، یک موجود افسانه ای نزد مردم کرد، می‌شود.
مواد اصلی این غذا گندم، نخود، عدس است که از دیرباز در این مناطق کشت شده است.